# Мирко Ђермановић
{{Фудбал биографија
| име = Мирко Ђермановић
| младе_године = |актуелизовано1_(датум)=
| награде =
| тренерски_клубови = 
| тренерске_године = |репрезентација_(голови)=|репрезентација_(наступи)=|репрезентација_(име)=|репрезентација_(године)=
| голови = (0)
(0)
(2)
(0)
(0)|наступи=0
4
24
24
0
| клубови = БСК Борча
Железничар Лајковац
Будућност Ваљево
Мачва Шабац
Будућност Ваљево
| године = 2013—2014
2014
2015
2016—2017
2017|млади_клубови=БСК Борча
| позиција = одбрамбена
| слика =
| актуелни_број =
| актуелни_клуб = Будућност Ваљево
| висина = 
| држава_смрти=
| место_смрти=
| датум_смрти=
| држава_рођења=СР Југославија
| место_рођења=Београд
| датум_рођења=2. јануар 1995.
| надимак =
| пуно_име = Мирко Ђермановић
| опис_слике=
| ширина_слике =
Мирко Ђермановић (Београд, 2. јануар 1995) српски је фудбалер.

## Kаријера
Каријеру је започео у БСК Борча. Прешао је 2014. у Железничар Лајковац, учествовајући у Српској лиги Запад. Године 2015. играо је за Будућност Ваљево, а следеће године прешао је у Мачву Шабац. Освојили су Српску лигу Запад и Прву лигу. Године 2017. вратио се у Будућност Ваљево.

## Статистика каријере

### Клуб
| Клуб                | Сезона  | Лига       | Лига    | Лига   | Куп     | Куп    | Континентално | Континентално | Остало  | Остало | Укупно  | Укупно |
| Клуб                | Сезона  | Лига       | Наступи | Голови | Наступи | Голови | Наступи       | Голови        | Наступи | Голови | Наступи | Голови |
| ------------------- | ------- | ---------- | ------- | ------ | ------- | ------ | ------------- | ------------- | ------- | ------ | ------- | ------ |
| БСК Борча           | 2013—14 | Прва лига  | 0       | 0      | 0       | 0      | —             | —             | —       | —      | 0       | 0      |
| Железничар Лајковац | 2014—15 | Лига Запад | 4       | 0      | —       | —      | —             | —             | —       | —      | 4       | 0      |
| Будућност Ваљево    | 2014—15 | Лига Запад | 12      | 1      | —       | —      | —             | —             | —       | —      | 12      | 1      |
| Будућност Ваљево    | 2015—16 | Лига Запад | 12      | 1      | —       | —      | —             | —             | —       | —      | 12      | 1      |
| Будућност Ваљево    | Укупно  | Укупно     | 24      | 2      | —       | —      | —             | —             | —       | —      | 24      | 2      |
| Мачва Шабац         | 2015—16 | Лига Запад | 14      | 0      | 0       | 0      | —             | —             | —       | —      | 14      | 0      |
| Мачва Шабац         | 2016—17 | Прва лига  | 10      | 0      | —       | —      | —             | —             | —       | —      | 10      | 0      |
| Мачва Шабац         | Укупно  | Укупно     | 24      | 0      | 0       | 0      | —             | —             | —       | —      | 24      | 0      |
| Будућност Ваљево    | 2017—18 | Лига Запад | 0       | 0      | —       | —      | —             | —             | —       | —      | 0       | 0      |
| Укупно              | Укупно  | Укупно     | 52      | 2      | 0       | 0      | —             | —             | —       | —      | 52      | 2      |

## Награде и титуле

### Клубови

#### Мачва Шабац
- Лига Запад: 2015—16[3]
- Прва лига: 2016—17[6]